# 菲奈爾峰

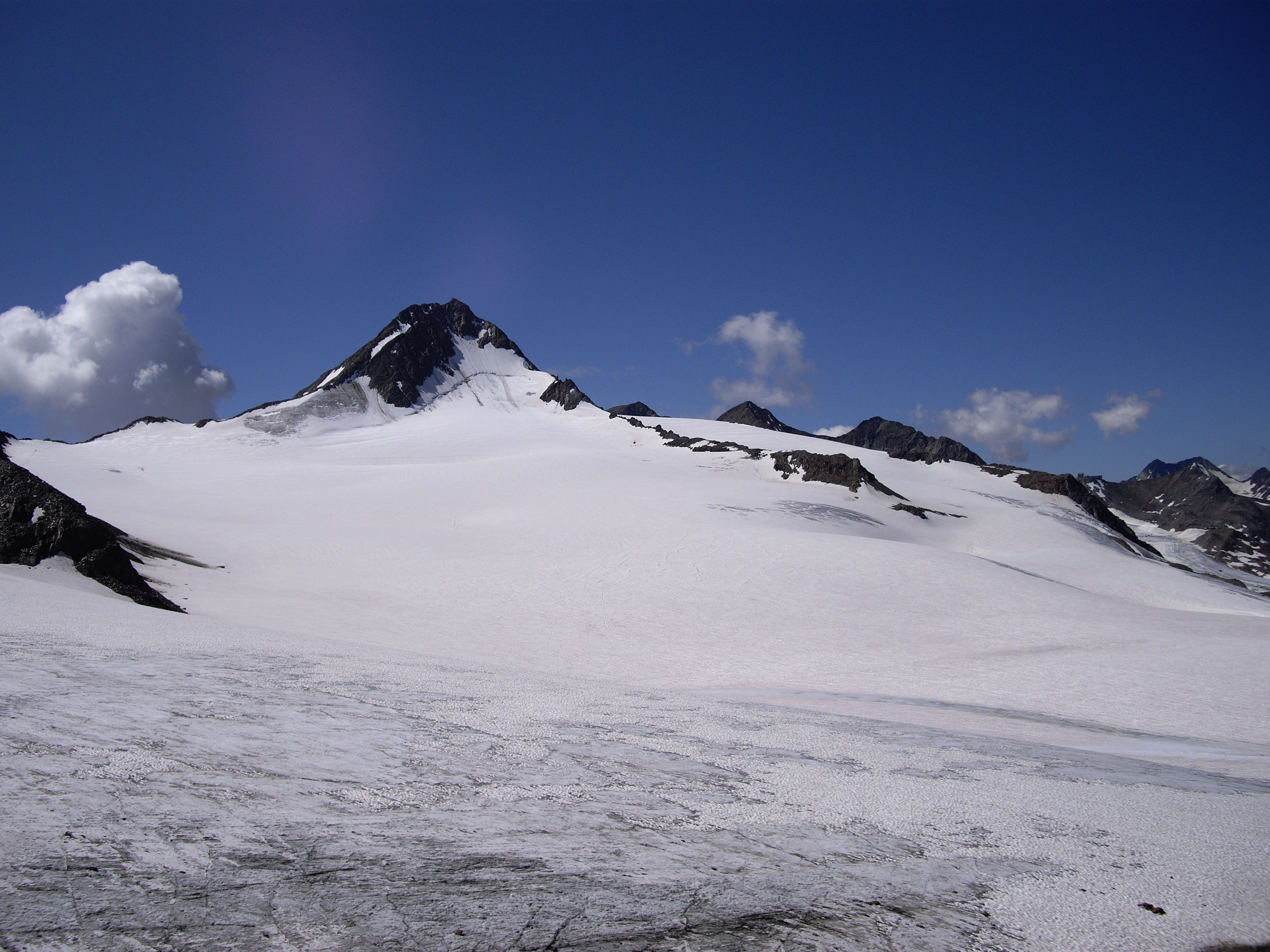

46°46′49″N 10°49′54″E / 46.78028°N 10.83167°E
菲奈爾峰（德語：Fineilspitze），是中歐的山峰，位於奧地利和意大利接壤的邊境，屬於奧茲塔爾阿爾卑斯山脈的一部分，海拔高度3,514米，人類在1865年9月8日首次登頂。